# Zbigniew Makowski (pilot)
Zbigniew Makowski (ur. 14 grudnia 1921 w Wilnie, zm. 3 sierpnia 1943 w Brest we Francji) – podporucznik pilot Polskich Sił Powietrznych w Wielkiej Brytanii.

## Życiorys
Po kampanii wrześniowej przez Rumunię i Francję dotarł do Wielkiej Brytanii. Dostał przydział do Polskich Sił Powietrznych i otrzymał numer służbowy P-2206. Od września 1942 latał w dywizjonie 317.
3 sierpnia 1943 roku pilotując Spitfire'a EE717 został strącony przez niemiecką artylerię przeciwlotniczą niedaleko Brestu we Francji. Pochowany na cmentarzu komunalnym w Brest Kerfautras (Plot XLVI, Row 6, Grave 15)

## Odznaczenia
- Medal Lotniczy - dwukrotnie
- Polowy Znak Pilota

## Zwycięstwa powietrzne
Na liście Bajana został sklasyfikowany na 308. pozycji. Zaliczono mu zniszczenie 1 samolotu nieprzyjaciela zestrzelonego na pewno.
- Fw 190 – 14 lipca 1943